# Calibrachoa linearis
Calibrachoa linearis är en potatisväxtart som först beskrevs av William Jackson Hooker och som fick sitt nu gällande namn av H.J.W. Wijsman.
Calibrachoa linearis ingår i släktet Calibrachoa och familjen potatisväxter. Inga underarter finns listade i Catalogue of Life.